# Carotatoxina
La carotatoxina o falcarinol es un alcohol poliacetilénico aislado de la zanahoria (Daucus carota). Estructuralmente está relacionada con la enantotoxina y la cicutoxina. Se encuentra en una concentración de 2 mg/kg.
El consumo normal de zanahorias no causa algún efecto tóxico en el ser humano. Sin embargo, si la carotatoxina es suministrada en altas dosis a animales de laboratorio, puede causar daños neurotóxicos.